# Mallorca Challenge 2011
Die 20. Mallorca Challenge war eine spanische Serie von fünf Eintagesrennen, die vom 6. bis zum 10. Februar 2011 auf der Insel Mallorca stattfanden. Die Eintagesrennen waren jeweils Teil der UCI Europe Tour 2011 und dort in die Kategorie 1.1 eingestuft.

## Teilnehmer
Der Veranstalter lud insgesamt zehn ProTeams sowie alle weiteren Profiteams aus Spanien ein. Am Start standen auch das deutsche Team NetApp, zwei weitere UCI Professional Continental Teams sowie das Schweizer Continental Team Price your Bike und die spanische und deutsche Bahnrad-Nationalmannschaft. Jeder Fahrer aus den 21 Mannschaften konnte an beliebig vielen der fünf Rennen teilnehmen.
| UCI ProTeams Team RadioShack Euskaltel-Euskadi Team Garmin-Cervélo                  | Omega Pharma-Lotto Team Leopard-Trek Quickstep Cycling Team                             | Katusha Team Rabobank HTC-Highroad | Movistar Team |
| UCI Professional Continental Teams Caja Rural Andalucía Caja Granada Geox-TMC       | Skil-Shimano Team NetApp Cofidis, le Crédit en Ligne                                    |                                    |               |
| UCI Continental Teams Price your Bike Orbea Continental Burgos 2016-Castilla y León | Nationalmannschaften Spanische Bahn-Nationalmannschaft Deutsche Bahn-Nationalmannschaft |                                    |               |

## Rennen

### Trofeo Palma
Am 6. Februar wurde mit der Trofeo Palma in der mallorquinischen Hauptstadt Palma das erste Rennen der Serie ausgetragen. Zehn Mal zu absolvieren war ein 11,6 Kilometer langer, flacher Rundkurs (Gesamtlänge 116 Kilometer). Nachdem die Ausreißergruppe des Tages eingeholt worden war, setzte sich im erwarteten Massensprint der US-Amerikaner Tyler Farrar vom Team Garmin-Cervélo durch. Als Dritter war Marcel Kittel von Skil-Shimano bester deutschsprachiger Profi. Weil die teilnehmenden Teams vor dem Start gegen das neu in der Europe Tour eingeführte Funkverbot protestiert hatten, erkannte der Radsport-Weltverband UCI das Ergebnis offiziell allerdings nicht an.

#### Endstand
|     | Fahrer                 | Nation             | Team                        | Zeit         |
| --- | ---------------------- | ------------------ | --------------------------- | ------------ |
| 1.  | Tyler Farrar           | Vereinigte Staaten | Team Garmin-Cervélo         | 2:32:24 h    |
| 2.  | Francisco Ventoso      | Spanien            | Movistar Team               | gleiche Zeit |
| 3.  | Marcel Kittel          | Deutschland        | Skil-Shimano                | gleiche Zeit |
| 4.  | José Joaquín Rojas Gil | Spanien            | Movistar Team               | gleiche Zeit |
| 5.  | Klaas Lodewyck         | Belgien            | Omega Pharma-Lotto          | gleiche Zeit |
| 6.  | Óscar Grau             | Spanien            | Burgos 2016-Castilla y León | gleiche Zeit |
| 7.  | Juan José Lobato       | Spanien            | Andalucía Caja Granada      | gleiche Zeit |
| 8.  | Koldo Fernández        | Spanien            | Euskaltel-Euskadi           | gleiche Zeit |
| 9.  | Tony Gallopin          | Frankreich         | Cofidis, le Crédit en Ligne | gleiche Zeit |
| 10. | Dries Devenyns         | Belgien            | Quickstep Cycling Team      | gleiche Zeit |

### Trofeo Cala Millor
Auch das zweite Eintagesrennen in Cala Millor verlief weitgehend auf flachem Terrain, war mit 172,4 Kilometern allerdings ungleich länger. Erneut wurde im Massensprint mit John Degenkolb von HTC-Highroad ein deutscher Fahrer nur knapp geschlagen. Wieder war es Farrar, der nach seinem inoffiziellen Erfolg am Vortag die Nase vorne hatte.

#### Endstand
|     | Fahrer                 | Nation             | Team                | Zeit         |
| --- | ---------------------- | ------------------ | ------------------- | ------------ |
| 1.  | Tyler Farrar           | Vereinigte Staaten | Team Garmin-Cervélo | 4:04:11 h    |
| 2.  | John Degenkolb         | Deutschland        | HTC-Highroad        | gleiche Zeit |
| 3.  | Leigh Howard           | Australien         | HTC-Highroad        | gleiche Zeit |
| 4.  | Klaas Lodewyck         | Belgien            | Omega Pharma-Lotto  | gleiche Zeit |
| 5.  | Francisco Ventoso      | Spanien            | Movistar Team       | gleiche Zeit |
| 6.  | Marcel Kittel          | Deutschland        | Skil-Shimano        | gleiche Zeit |
| 7.  | Daniel Schorn          | Osterreich         | Team NetApp         | gleiche Zeit |
| 8.  | Robert Wagner          | Deutschland        | Team Leopard-Trek   | gleiche Zeit |
| 9.  | Giacomo Nizzolo        | Italien            | Team Leopard-Trek   | gleiche Zeit |
| 10. | José Joaquín Rojas Gil | Spanien            | Movistar Team       | gleiche Zeit |

### Trofeo Inca
Beim dritten Rennen rund um Inca, welches 157,2 Kilometer umfasste, wurden mit dem Coll de Soller und insbesondere dem 14,4 Kilometer langen Coll de Puigmajor zwei der schwierigsten Anstiege der Insel befahren. Das Ziel befand sich nach der Abfahrt vom Puigmajor. Vor dem Gipfel des Puigmajor setzten Ben Hermans, Arkaitz Durán und Xavier Tondo die entscheidende Attacke. In der Abfahrt konnten die Drei ihren Vorsprung ausbauen. Den Sprint der Gruppe konnte schließlich der Belgier Hermans für sich entscheiden, 45 Sekunden später rollte die große Verfolgergruppe ins Ziel.

#### Endstand
|     | Fahrer               | Nation      | Team                        | Zeit         |
| --- | -------------------- | ----------- | --------------------------- | ------------ |
| 1.  | Ben Hermans          | Belgien     | Team RadioShack             | 4:02:23 h    |
| 2.  | Arkaitz Durán        | Spanien     | Geox-TMC                    | gleiche Zeit |
| 3.  | Xavier Tondo         | Spanien     | Movistar Team               | + 0:01 min   |
| 4.  | Murilo Fischer       | Brasilien   | Team Garmin-Cervélo         | + 0:45 min   |
| 5.  | Sebastian Langeveld  | Niederlande | Rabobank                    | gleiche Zeit |
| 6.  | Ryder Hesjedal       | Kanada      | Team Garmin-Cervélo         | gleiche Zeit |
| 7.  | Danilo Di Luca       | Italien     | Katusha Team                | gleiche Zeit |
| 8.  | Juan José Cobo Acebo | Spanien     | Geox-TMC                    | gleiche Zeit |
| 9.  | Gorka Izagirre       | Spanien     | Euskaltel-Euskadi           | gleiche Zeit |
| 10. | Tony Gallopin        | Frankreich  | Cofidis, le Crédit en Ligne | gleiche Zeit |

### Trofeo Deià
Über 143 Kilometer verlief die Trofeo des Ortes Deià. Insgesamt standen vier Anstiege auf dem Programm, darunter erneut der Coll de Puigmajor, der an diesem Tage über den Coll de Femenia in Angriff genommen wurde. Trotz eines Hügels kurz vor dem Ziel blieb ein großes Feld beisammen, da alle Angriffe vereitelt wurden, und nach der Abfahrt in Richtung Ziel sorgte José Joaquín Rojas Gil für den ersten spanischen Sieg während der Mallorca Challenge. Mit Tony Martin klassierte sich erneut ein Deutscher unter den besten Zehn.

#### Endstand
|     | Fahrer                 | Nation      | Team                   | Zeit         |
| --- | ---------------------- | ----------- | ---------------------- | ------------ |
| 1.  | José Joaquín Rojas Gil | Spanien     | Movistar Team          | 3:18:59 h    |
| 2.  | Gorka Izagirre         | Spanien     | Euskaltel-Euskadi      | gleiche Zeit |
| 3.  | Juan José Cobo Acebo   | Spanien     | Geox-TMC               | gleiche Zeit |
| 4.  | Sebastian Langeveld    | Niederlande | Rabobank               | gleiche Zeit |
| 5.  | Tony Martin            | Deutschland | HTC-Highroad           | gleiche Zeit |
| 6.  | Francisco Ventoso      | Spanien     | Movistar Team          | gleiche Zeit |
| 7.  | Ryder Hesjedal         | Kanada      | Team Garmin-Cervélo    | gleiche Zeit |
| 8.  | Danilo Di Luca         | Italien     | Katusha Team           | gleiche Zeit |
| 9.  | Daniel Moreno          | Spanien     | Katusha Team           | gleiche Zeit |
| 10. | Dries Devenyns         | Belgien     | Quickstep Cycling Team | gleiche Zeit |

### Trofeo Magaluf-Palmanova
Das abschließende Rennen von Magaluf nach Palmanova über 158,5 Kilometer beinhaltete erneut fünf Anstiege, doch auch hier konnte sich kein Angreifer entscheidend absetzen. Im unvermeidlichen Massensprint setzte sich der brasilianische Meister Murilo Fischer durch und holte so den dritten Sieg in fünf Rennen für das Team Garmin-Cervélo. Bester Deutscher wurde John Degenkolb als Zehnter.

#### Endstand
|     | Fahrer                 | Nation      | Team                        | Zeit         |
| --- | ---------------------- | ----------- | --------------------------- | ------------ |
| 1.  | Murilo Fischer         | Brasilien   | Team Garmin-Cervélo         | 4:09:49 h    |
| 2.  | Óscar Freire           | Spanien     | Rabobank                    | gleiche Zeit |
| 3.  | José Joaquín Rojas Gil | Spanien     | Movistar Team               | gleiche Zeit |
| 4.  | Francisco Ventoso      | Spanien     | Movistar Team               | gleiche Zeit |
| 5.  | Giacomo Nizzolo        | Italien     | Team Leopard-Trek           | gleiche Zeit |
| 6.  | Tony Gallopin          | Frankreich  | Cofidis, le Crédit en Ligne | gleiche Zeit |
| 7.  | Dario Cataldo          | Italien     | Quickstep Cycling Team      | gleiche Zeit |
| 8.  | Klaas Lodewyck         | Belgien     | Omega Pharma-Lotto          | gleiche Zeit |
| 9.  | Tom Leezer             | Niederlande | Rabobank                    | gleiche Zeit |
| 10. | John Degenkolb         | Deutschland | HTC-Highroad                | gleiche Zeit |